# Dovima
Dovima, född Dorothy Virginia Margaret Juba den 11 december 1927 i Queens, död den 31 maj 1990 i Fort Lauderdale, var en amerikansk fotomodell, verksam under 1950-talet. Namnet Dovima är bildat av de två första bokstäverna i hennes tre dopnamn – Dorothy Virginia Margaret.
År 1955 fotograferade Richard Avedon Dovima iförd aftonklänningen "Soirée de décembre", designad av Yves Saint-Laurent för Dior. Fotografiet blev känt som Dovima with the Elephants. Dovima var även modell åt bland andra Jacques Fath och Cristóbal Balenciaga och förekom i modetidskrifterna Vogue och Harper's Bazaar.

## Galleri

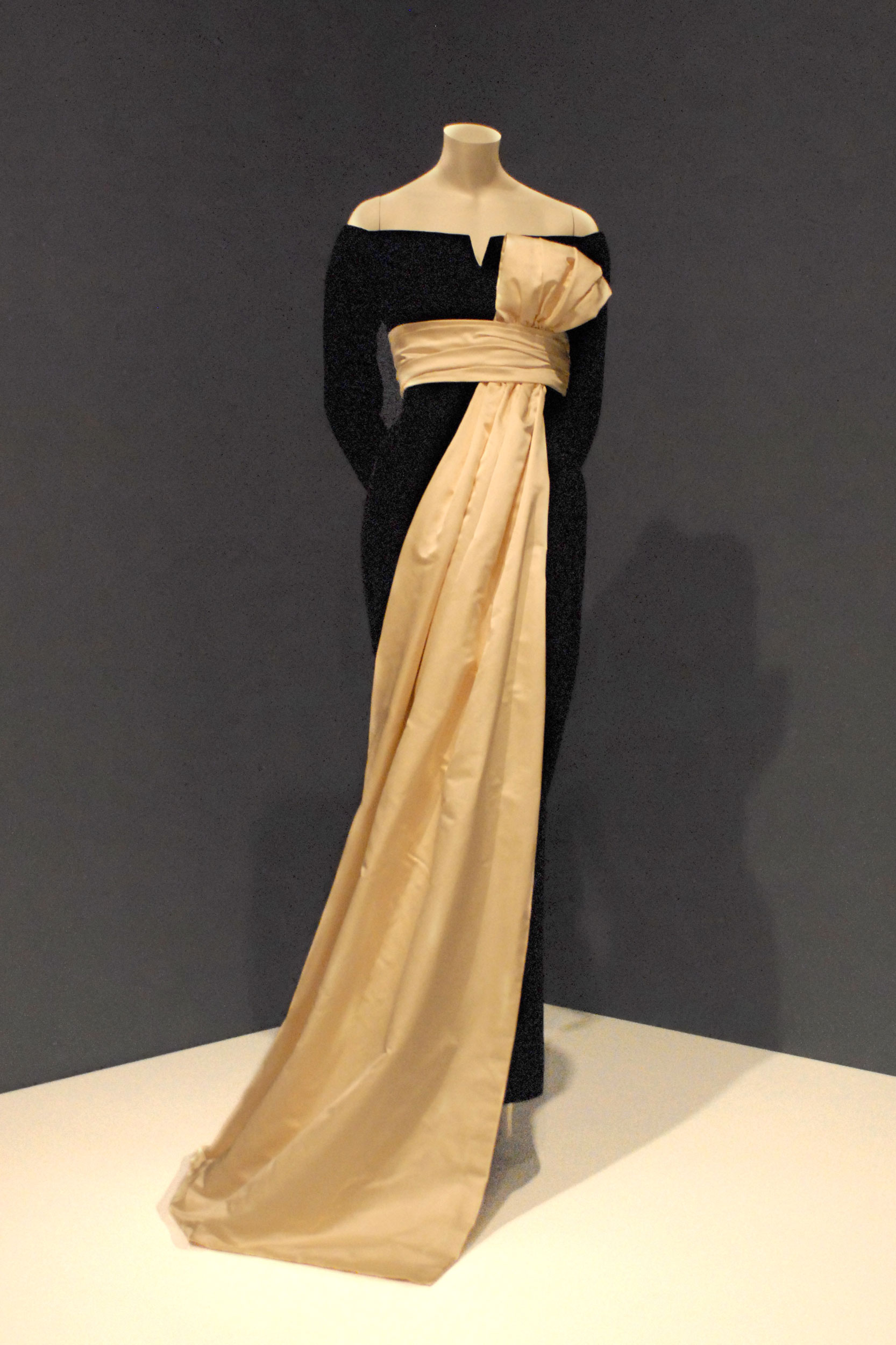
Aftonklänningen "Soirée de décembre".